# لیجیر
لیجیر (انگلیسی: Ligier) شرکت خودروسازی فرانسوی است، که در سال ۱۹۶۸ تأسیس شد.